# Groot-Jongensfontein
Groot-Jongensfontein (grande fontaine aux garçons en afrikaans) est un village balnéaire d'Afrique du Sud situé dans la province du Cap-Occidental.

## Localisation
Groot-Jongensfontein est situé au bord de l'océan indien, à 50 km au sud-ouest d'Albertinia via la route nationale 2 et la route R305.

## Démographie
Selon le recensement de 2011, Groot-Jongensfontein compte 355 habitants (93,80 % de blancs, 3,38 % de noirs et 2,82 % de coloureds).
L'afrikaans est la principale langue maternelle de la population locale (92,86 %) devant l'anglais sud-africain (5,06 %).

## Historique
Les recherches archéologiques ont démontré que les Hommes ont vécu dans la région de Jongensfontein durant sept mille ans. Les premiers habitants étaient des chasseurs-cueilleurs avant que des bovins ne soient introduits il y a environ deux mille ans, laissant la place à une population pastorale. Le secteur dispose notamment d'une source d'eau douce située à quelques centaines de mètres de la plage et vitale pour le bétail.
En 1713, une expédition hollandaise rapporte la présence de Khoi dans le secteur de Jongensfontein mais cette population est décimée en peu de temps par une épidémie de variole.
La première mention du nom de Jongensfontein date de 1762 quand le gouverneur de la colonie du Cap, Ryk Tulbagh, autorise Michiel Muller à utiliser la ferme de Swarte Jongens Fonteyn (ou Zwarte Jongensfontein soit fontaine aux garçons noirs) pour le pâturage. Plus tard, Zwarte Jongensfontein prend le nom de Groote Jongensfontein.
En 1916, la ferme est subdivisée en lots et parcelles vendus à 31 personnes qui commencent à construire des maisons et des bungalows destinés à la villégiature et à la location de vacances.
Au début, Jongensfontein et Stilbaai West ne sont accessibles que par un ferry traversant la rivière Kaffirkuils (maintenant appelée la rivière Gouka). Un pont enjambe aujourd'hui la rivière permettant à la route R305 de rejoindre Jongensfontein.

## Économie locale
Le village vit de la pêche et du tourisme vert et balnéaire.